# Teke Teke

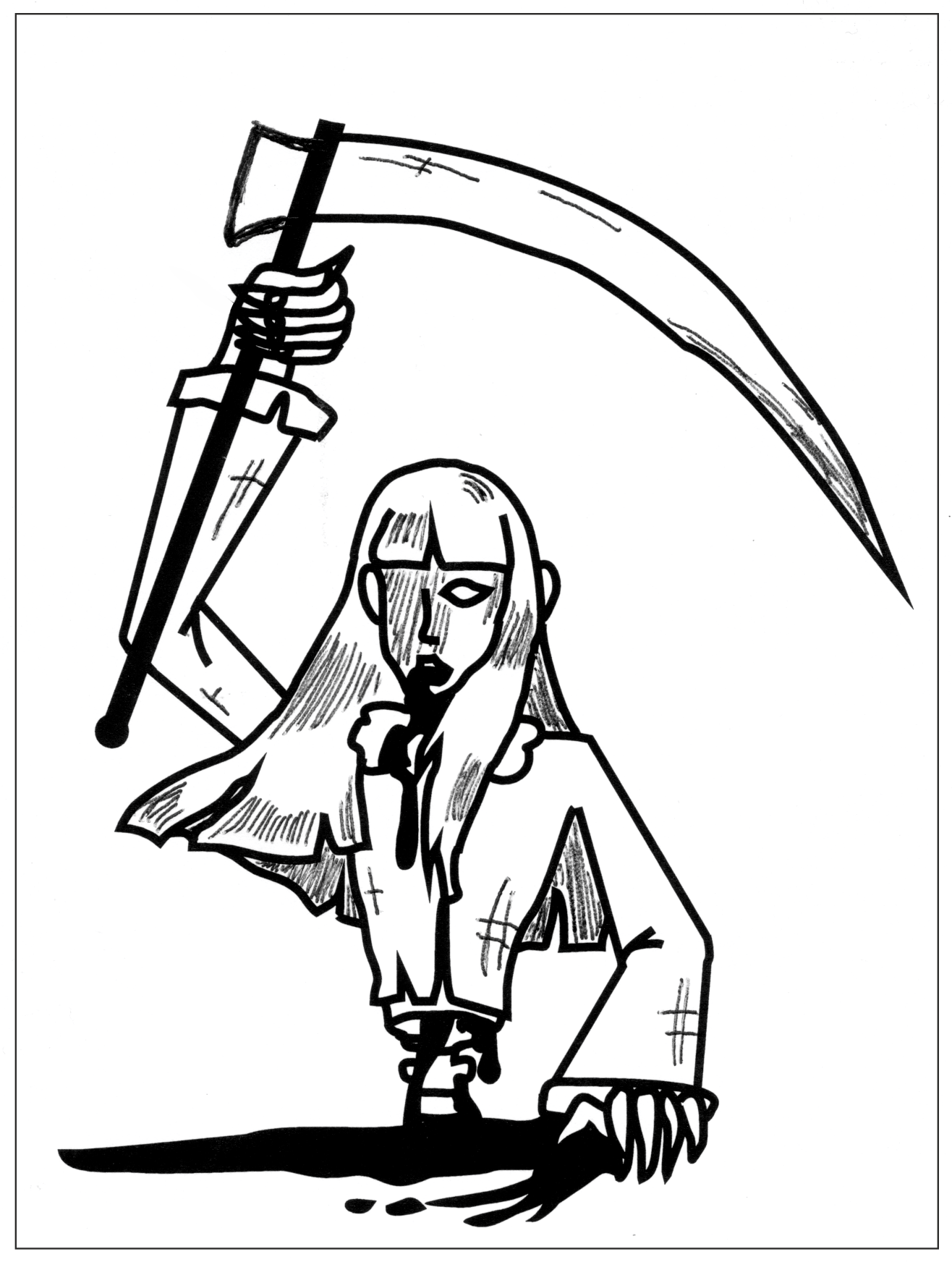
Una rappresentazione artistica di Teke Teke

Teke Teke (テケテケ), anche scritto come Teke-Teke, Teketeke o Teke teke, è una leggenda urbana giapponese che parla del fantasma di una studentessa che si dice sia caduta su una linea ferroviaria sotto al cavalcavia, dove il suo corpo fu tagliato a metà da un treno. Teke Teke è un Onryo, o uno spirito vendicativo, che si nasconde in aree urbane attorno alle stazioni ferroviarie durante la notte. Poiché non possiede più la parte inferiore del corpo, viaggia utilizzando le mani, trascinando la parte superiore del corpo sul pavimento producendo un suono da cui deriva il nome Teke Teke a causa della natura raschiante di esso.  Il suono è prodotto dai suoi gomiti o dalla parte inferiore del suo corpo che raschia il pavimento. Se incontra un individuo, lo inseguirà e lo taglierà a metà, mirando alla vita e uccidendolo in un modo che imiti la sua morte.

## Panoramica
Un comune elemento della leggenda include che Teke Teke sia un fantasma vendicativo o uno spirito (conosciuto anche come Onryo) di una giovane donna o studentessa caduta nella linea ferroviaria nel nord Giappone, risultando in lei venendo tagliata a metà dal treno. Senza la sua parte inferiore si dice che si incammini utilizzando le sue mani o i suoi gomiti, raschiando il pavimento producendo un suono simile alla parola onomatopea "teke teke" mentre si muove. Se incontra un individuo, lo inseguirà e tagliandolo a metà (spesso utilizzando una falce), uccidendoli in un modo che mimichi la sua morte.
Una versione della storia gira attorno ad una giovane donna chiamata Kashima Reiko. Secondo l'originale iterazione della leggenda, Kashima morì quando le sue gambe furono rimosse dal suo corpo da un treno successivamente alla sua caduta sulle rotaie. Secondo alcune fonti, alcune versioni della leggenda affermano che, quando un individuo scopre la storia di Kashima, ella apparirà da loro entro almeno un mese. La storia di Kashima Reiko precede quella di Teke Teke. Si dice che lo spirito senza gambe di Kashima Reiko infesti i bagni, chiedendo agli occupanti del bagno se sanno dove si trovano le sue gambe. Se l'individuo risponde con una domanda che Kashima vede come inaccettabile, lei lo taglierà a metà. Gli individui sopravvivranno l'incontro se rispondono che le sue gambe si trovano nella Meishin Expressway, o rispondendo con la frase "kamen shinin ma", o "mask death demon" (che potrebbe essere l'origine fonetica del nome di Kashima). La leggenda di Kashima Reiko è stata descritta come una variazione bagno-centrica di Teke Teke.